# أناتولي كريكون
أناتولي كريكون (بالإستونية: Anatoli Krikun)‏ مواليد 24 مارس 1948 في تارتو، هو مدرب كرة سلة إستوني ولاعب سابق. بدأ مسيرته الاحترافية في سنة 1963. مثّل منتخب بلاده. شارك في دورة الألعاب الأولمبية الصيفية سنة 1968. حقق المركز الأول في بطولة أمم أوروبا لكرة السلة 1967. اعتزل اللعب في 1986.

## الإنجازات
- بطولة الجمهورية الإستونية السوفيتية الاشتراكية: 1969، 1970، 1973، 1980، 1982، 1983، 1986

## روابط خارجية
- أناتولي كريكون على موقع الاتحاد الدولي لكرة السلة (الإنجليزية)
- أناتولي كريكون على موقع سبورتس رفرنس (الإنجليزية)
- أناتولي كريكون على موقع اللجنة الأولمبية الدولية (الإنجليزية)
- أناتولي كريكون على موقع أوليمبيديا (الإنجليزية)